# Nepenthes rafflesiana
Nepenthes rafflesiana is een vleesetende bekerplant uit de familie Nepenthaceae. De soort heeft een grote verspreiding en komt voor in Borneo, Sumatra, het Maleisisch schiereiland en Singapore. Het uiterlijk van de plant is zeer variabel en er is een groot aantal variëteiten beschreven. De grootste valbekers van N. rafflesiana kunnen qua formaat wedijveren met die van N. rajah.

## Beschrijving

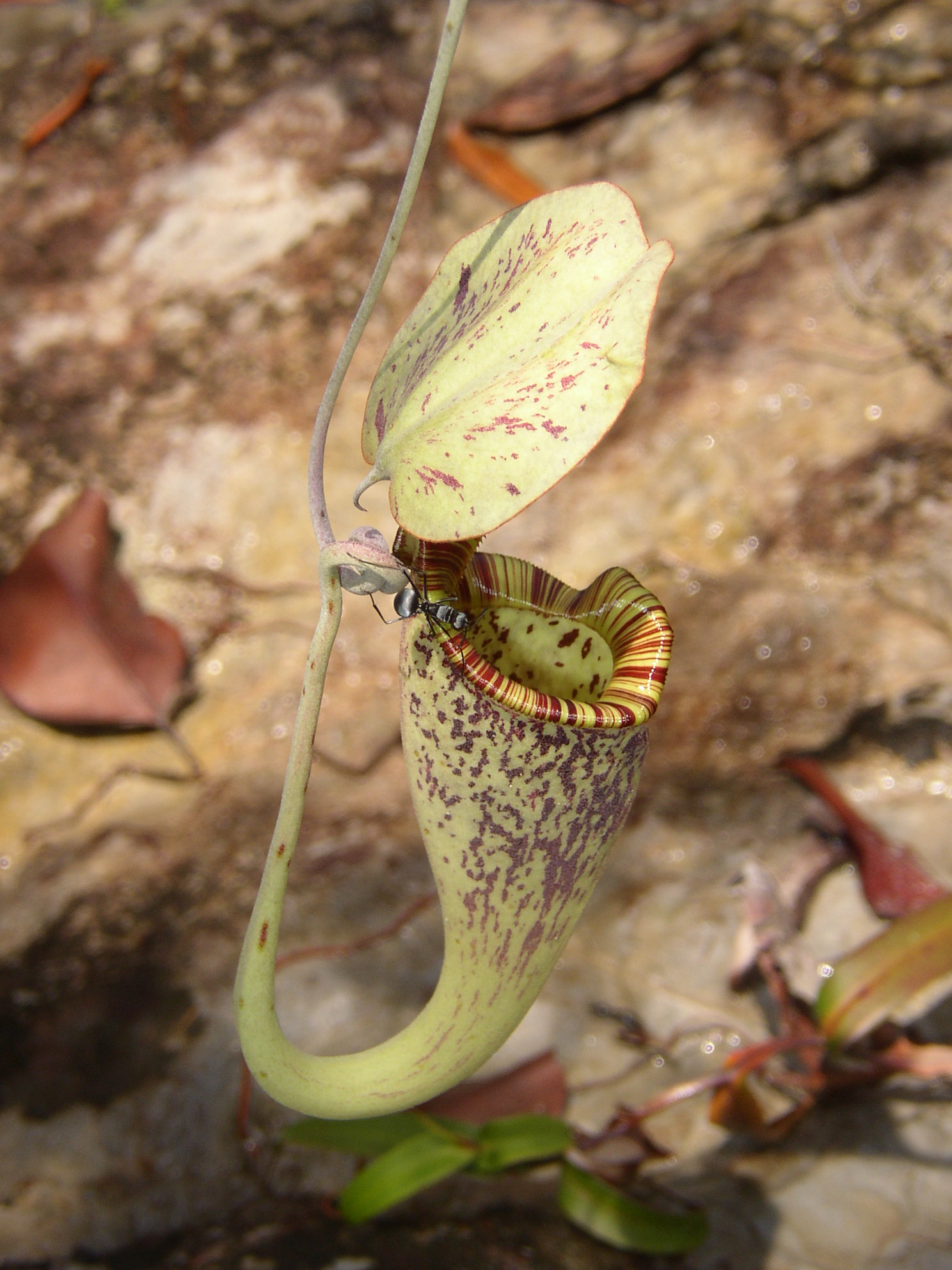
Bovenbeker met een nectar drinkende mier

Nepenthes rafflesiana is een liaanvormende klimplant. De  stengel wordt zo'n tien millimeter dik, met internodiën van tot twintig centimeter lang. De ranken waaraan de vangbekers groeien kunnen ruim 110 centimeter lang worden. Jonge planten zijn meestal bedekt met lange, bruine of witte haartjes. Wanneer de plant volwassen is, is de beharing beperkt tot een klein aantal korte bruine haartjes. Soms wordt de plant geheel kaal.

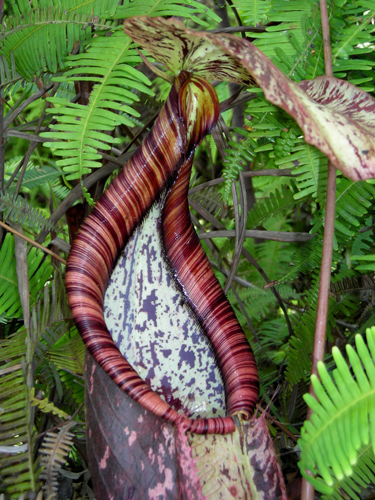
Peristoom van een onderbeker

Typerend voor de vangbekers van N. rafflesiana is de verlengde achterzijde van het peristoom (bekerrand), waardoor het operculum (deksel) tot wel drie centimeter hoger ligt. De onderbekers zijn bolvormig en hebben opvallende gekamde vleugels aan de voorzijde. Gewoonlijk worden ze zelden hoger dan twintig centimeter hoog. De bovenbekers zijn trechtervormig.
De kleur van de vangbeker varieert van donkerpaars tot vrijwel wit. De meest voorkomende kleur is lichtgroen met grote paarse vlekken voor de onderbekers en crème voor de bovenbekers.
De bloeiwijze is een tros van 16 tot 70 centimeter lang met rode of paarse bloemen.

### Reuzengroei
In een aantal geïsoleerde locaties aan de noordwestelijke en westelijke kust van Borneo komen N. rafflesiana-planten voor die aanzienlijk groter worden dan elders. De stengel kan een lengte van vijftien meter bereiken en de bladeren worden tweeëneenhalf keer zo lang als normaal. De vangbekers behoren tot de grootste van alle Nepenthes-soorten. Onderbekers kunnen een afmeting bereiken van 35 centimeter hoog en 15 centimeter in doorsnee. De inhoud kan meer dan een liter bedragen. De bloemtros wordt soms langer dan een meter.

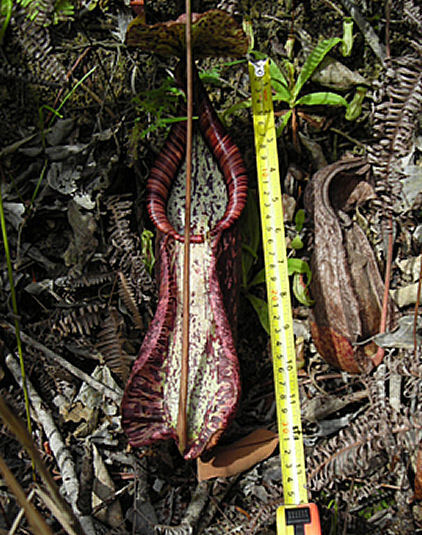
Onderbeker van ruim 30 centimeter
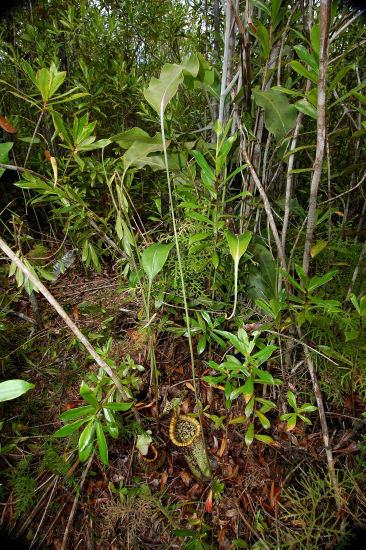
Rank van ruim 110 centimeter
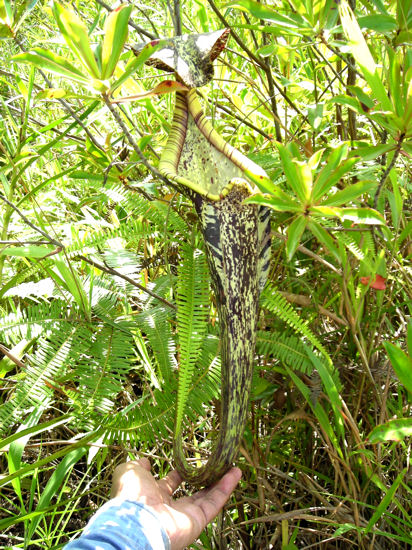
Bovenbeker van ruim 45 centimeter

## Mutualisme
Een studie in 2011 wees uit dat vleermuizen van de soort Kerivoula hardwickii in een mutualistische relatie met Nepenthes rafflesiana var. elongata leven. Met name de bovenbekers zijn dusdanig gevormd dat ze een ideale roestplaats voor de vleermuizen vormen. Hier zijn de dieren beschermd tegen parasieten en roofdieren. De plant is zodanig gevormd dat de achterwand de echolocatie van de vleermuis sterker terugstuurt, dan andere planten om hem heen. Doordat de vleermuizen in de bekeer van de plant roesten, kan deze uit de uitwerpselen voedingsstoffen halen. Door zich op de vleermuizen te richten vangt de plant minder insecten dan andere variëteiten van zijn soort. Vleermuizen zijn voor zover nu bekend de enige zoogdieren die in een vleesetende plant kunnen leven.

## Natuurlijke hybriden
In de natuur komt een groot aantal hybriden voor. Hieronder volgt een overzicht van enkele bekende namen:
- N. albomarginata × N. rafflesiana
- N. ampullaria × N. rafflesiana [=N. × hookeriana]
- ? (N. ampullaria × N. rafflesiana) × N. mirabilis [=N. × hookeriana × N. mirabilis]
- N. bicalcarata × N. rafflesiana
- ? (N. bicalcarata × N. rafflesiana) × N. mirabilis var. echinostoma
- N. clipeata × N. rafflesiana
- N. gracilis × N. rafflesiana
- N. hemsleyana × N. rafflesiana
- N. mirabilis × N. rafflesiana (inclusief N. mirabilis var. echinostoma × N. rafflesiana)

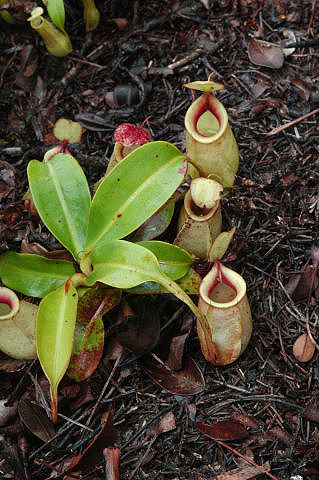
N. × hookeriana
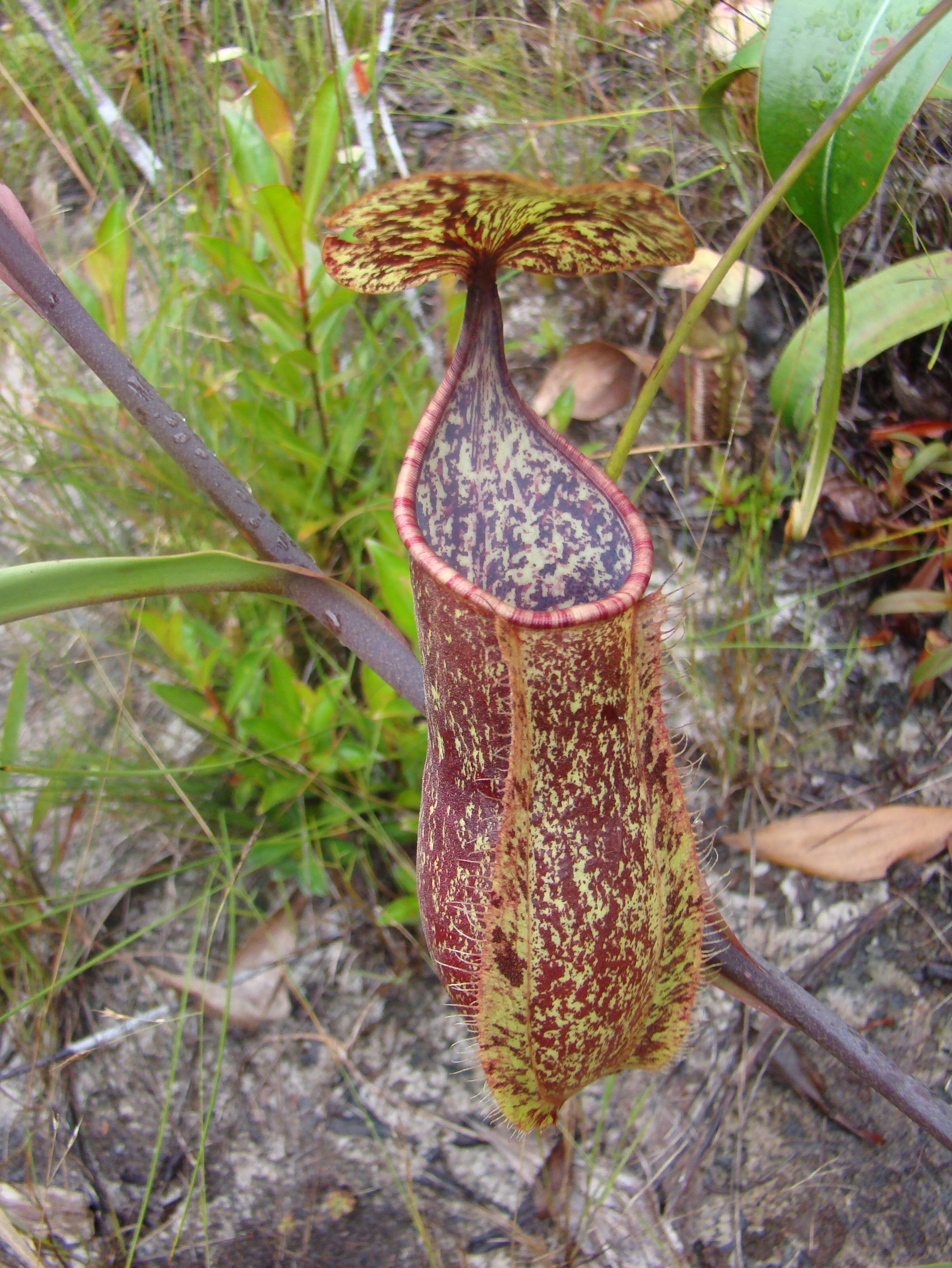
N. gracilis × N. rafflesiana
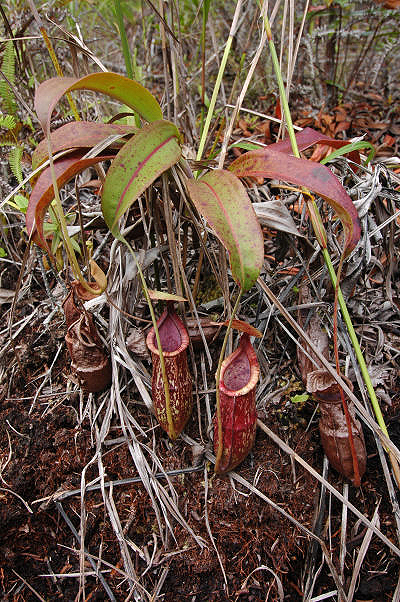
N. mirabilis × N. rafflesiana
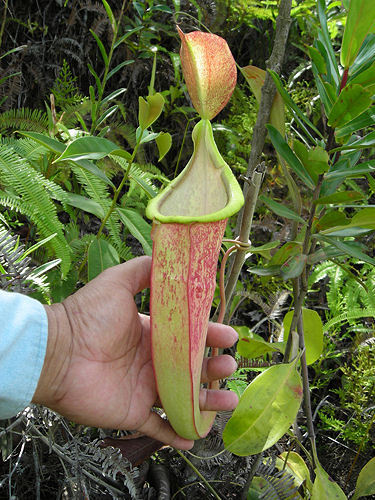
N. mirabilis × N. rafflesiana
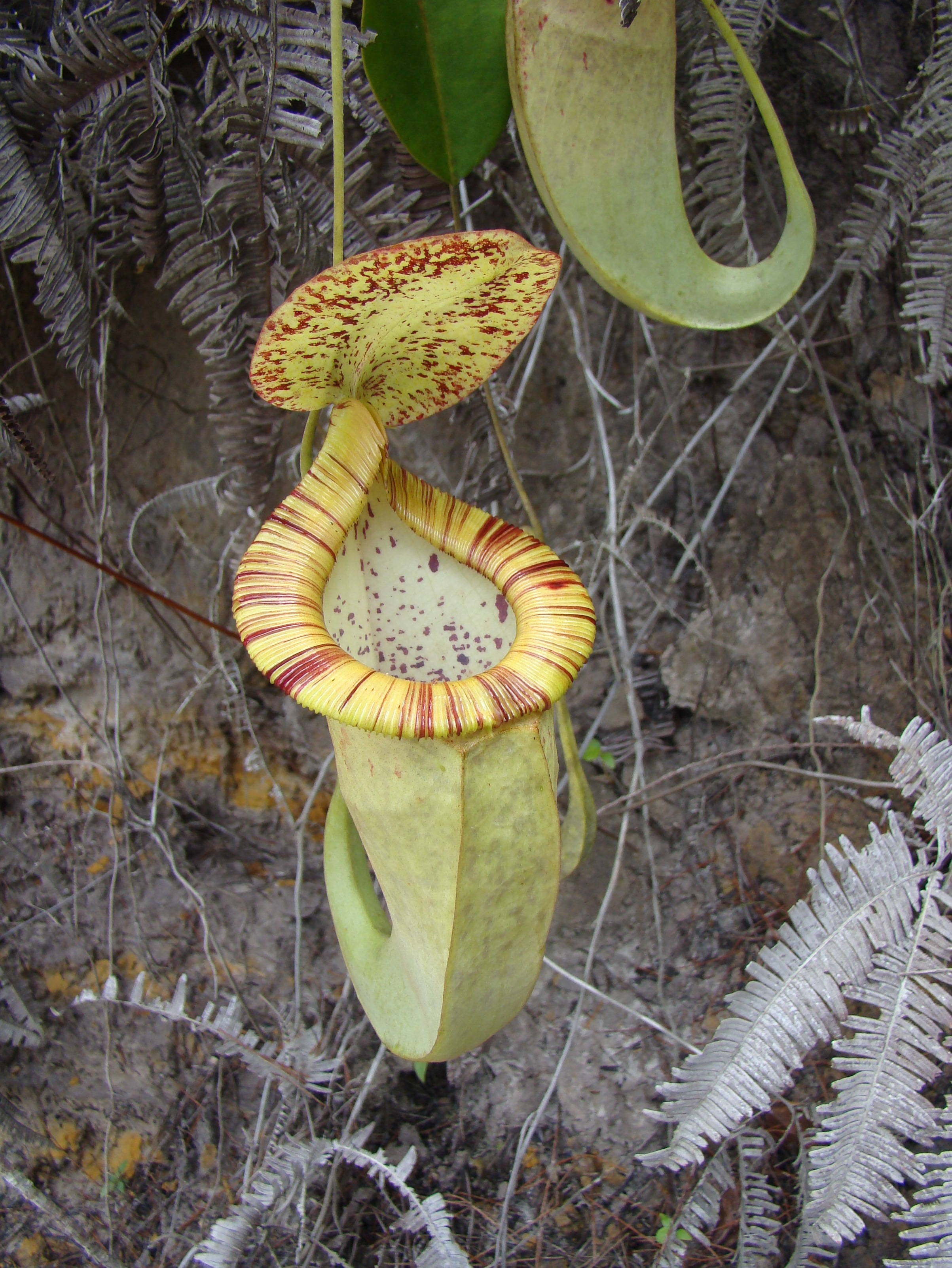
N. mirabilis var. echinostoma × N. rafflesiana

... · 
N. alata · 
N. albomarginata · 
N. ampullaria · 
N. argentii · 
N. aristolochioides · 
N. attenboroughii · 
N. bicalcarata · 
N. bokorensis · 
N. bongso · 
N. boschiana · 
N. burkei · 
N. campanulata · 
N. chaniana · 
N. danseri · 
N. deaniana · 
N. densiflora · 
N. diatas · 
N. distillatoria · 
N. edwardsiana · 
N. ephippiata · 
N. gracilis · 
N. gymnamphora · 
N. hirsuta · 
N. inermis · 
N. insignis · 
N. jamban · 
N. khasiana · 
N. lamii · 
N. leyte · 
N. lingulata · 
N. lowii · 
N. macfarlanei · 
N. macrophylla · 
N. madagascariensis · 
N. masoalensis · 
N. maxima · 
N. mirabilis · 
N. monticola · 
N. northiana · 
N. ovata · 
N. peltata · 
N. pervillei · 
N. pitopangii · 
N. rafflesiana · 
N. rajah ·
N. rhombicaulis · 
N. rosea ·
N. sanguinea · 
N. sibuyanensis · 
N. spathulata · 
N. tenax · 
N. tenuis · 
N. veitchii ·
N. ventricosa ·
N. vieillardii ·
N. villosa · 
...